# We Are Young Money
Singles
1. Every Girl
Sortie : 11 juin 2009
2. BedRock
Sortie : 14 novembre 2009
3. Roger That
Sortie : 23 mars 2010

We Are Young Money est une compilation du label Young Money Entertainment, sortie le 21 décembre 2009.
On y retrouve, en plus des artistes de Young Money, Short Dawg, Lloyd, Birdman et Gucci Mane.

## Singles
- Every Girl est le premier single sorti. Il réunit Lil Wayne, Drake, Jae Millz, Gudda Gudda et Mack Maine. Il a atteint la 10e position au Billboard Hot 100.
- Bedrock a été le deuxième single. Il réunit Lil Wayne, Drake, Jae Millz, Gudda Gudda, Nicki Minaj, Tyga et Lloyd. Mack Maine, Lil Chuckee et Shanell apparaissent dans le clip.
- Roger That a été le troisième single. Il réunit Lil Wayne, Tyga et Nicki Minaj[8].

## Performances commerciales
L'album s'est classé 1er au Top Rap Albums, 3e au Top R&B/Hip-Hop Albums, 4e au Top Digital Albums et 9e au Billboard 200 et a été certifié disque d'or par la Recording Industry Association of America (RIAA) le 24 mai 2000.

## Liste des titres
| 1.    | Gooder (Interprété par Jae Millz, Gudda Gudda, Mack Maine et Lil Wayne)                                                                       | Cool & Dre                              | 4:26 |
| 2.    | Every Girl (Interprété par Lil Wayne, Drake, Jae Millz, Gudda Gudda et Mack Maine)                                                            | Tha Bizness                             | 5:13 |
| 3.    | Ms. Parker (Interprété par Lil Wayne, Mack Maine et Gudda Gudda)                                                                              | Tha Bizness                             | 5:19 |
| 4.    | Wife Beater (Interprété par Jae Millz, Tyga, T-Streets, Mack Maine et Lil Wayne)                                                              | Kane Beatz                              | 4:43 |
| 5.    | New Shit (Interprété par Gudda Gudda, Jae Millz, Mack Maine et Lil Wayne)                                                                     | Chase N. Cashe et B. Carr               | 3:31 |
| 6.    | Pass the Dutch (Interprété par Lil Wayne, Gudda Gudda & Drake featuring Short Dawg)                                                           | Chase N. Cashe, B. Carr                 | 5:06 |
| 7.    | Play in My Band (Interprété par Shanell et Lil Wayne)                                                                                         | Willy Will                              | 4:08 |
| 8.    | Fuck da Bullshit (Interprété par Nicki Minaj, Gudda Gudda, Lil Wayne et Drake featuring Birdman)                                              | Chase N. Cashe et Andrew « Pop » Wansel | 3:07 |
| 9.    | BedRock (Interprété par Lil Wayne, Gudda Gudda, Nicki Minaj, Drake, Tyga et Jae Millz featuring Lloyd)                                        | Kane Beatz                              | 4:48 |
| 10.   | Girl, I Got You (Interprété par Lil Twist et Lil Chuckee)                                                                                     | DJ Mecca et Mr. Pyro                    | 3:19 |
| 11.   | Steady Mobbin' (Interprété par Lil Wayne featuring Gucci Mane)                                                                                | Kane Beatz                              | 5:11 |
| 12.   | Roger That (Interprété par Lil Wayne, Tyga et Nicki Minaj)                                                                                    | Phenom                                  | 3:30 |
| 13.   | She Is Gone (Interprété par T-Streets, Jae Millz, Lil Wayne et Gudda Gudda)                                                                   | Kane Beatz                              | 3:50 |
| 14.   | Streets Is Watchin' (Interprété par Lil Wayne, Gudda Gudda, Jae Millz, Nicki Minaj et T-Streets)                                              | David Banner                            | 3:41 |
| 15.   | Finale (Interprété par T-Streets, Gudda Gudda, Jae Millz, Tyga, Lil Chuckee, Lil Twist, Nicki Minaj, Shanell, Mack Maine, Drake et Lil Wayne) | Infamous et Angel « Onhel » Aponte      | 5:22 |
| 65:12 | |                                         |      |